# Chích sậy cánh lớn
Acrocephalus orinus là một loài chim trong họ Acrocephalidae.

## Hình ảnh